# Торгово-промышленная газета
Торгово-промышленная газета — название двух газет.

## Газета министерства финансов Российской империи
Газета выходила ежедневно в Санкт-Петербурге с 1893 года.
Изначально — официальное издание министерства финансов России, приложение к журнала «Вестник финансов, промышленности и торговли»;
С 1905 — министерства торговли и промышленности, с октября 1917 — Наркомфина.
Гл. редактор — М. М. Федоров.
По воскресеньям имела литературное приложение.

## После революции
Торгово-промышленная газета издавалась в 1922—1930 ежедневно; являлась печатным органом ВСНХ СССР и РСФСР.
Включала разделы «Общий», «Специальный», «Коммерческий», «Виды на урожай», «Отдел кооперации» и другие.